# Høstarbejde under Krigen: Hørbehandling
|  | Denne artikel er oprettet af botten Steenthbot ud fra en ekstern database. Den kan derfor have sproglige fejl eller mangler. Denne skabelon kan fjernes efter kontrol af indholdet. |

Høstarbejde under Krigen: Hørbehandling er en dansk dokumentarisk optagelse fra 1941.

## Handling
Alle faser af hørproduktion: efter høstning bredes hørstænglerne ud på marken til tørring, hvorefter de bindes i bundter og køres ind. På fabrikken foregår en rensning og kæmning i flere maskiner, og afslutningsvist spindes hørren til garn og vævning af tekstiler. Det er primært kvinder, der arbejder ved de store maskiner i produktionshallen.